# Wormaldia gabriella
Wormaldia gabriella är en nattsländeart som först beskrevs av Banks 1930.  Wormaldia gabriella ingår i släktet Wormaldia och familjen stengömmenattsländor. Inga underarter finns listade i Catalogue of Life.